# ¿Está vivo Elvis?

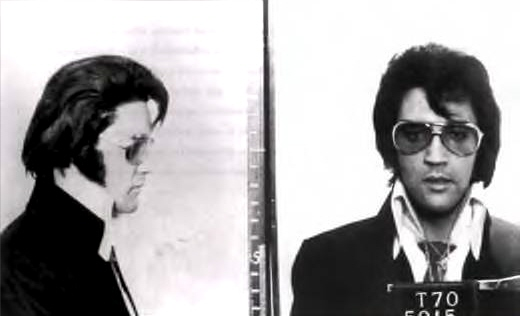
Elvis Presley

¿Está vivo Elvis? es un libro de la escritora Gail Brewer-Giorgio que desató la teoría conspirativa sobre la posibilidad de que el cantante norteamericano Elvis Presley hubiera simulado su muerte el 16 de agosto de 1977.

## Antecedentes
Antes de la muerte oficial del astro Elvis Presley, Giorgio había escrito una novela acerca de cómo un popular cantante sureño llamado Orión, había falseado su propia muerte para huir de los avatares de la fama. A la autora nunca le interesó mucho ni la música ni la vida privada de Elvis, sin embargo, luego de la muerte de este, la novela Orión empezó a ser rechazada por muchas editoriales, lo que la llevó a ella a comenzar a investigar acerca de los acontecimientos que rodearon el deceso de Elvis. Al mismo tiempo surgió un verdadero cantante, también llamado Orión, con un aspecto y una voz muy similares a las de Elvis Presley, que usaba un antifaz durante sus presentaciones en vivo.
Posteriormente se supo que el cantante apodado Orión era un artista algo conocido, cuyo verdadero nombre era Jimmy Ellis. Brewer-Giorgio reclamó que la máscara usada por Orión había sido utilizada sin su consentimiento y que ella nada tenía que ver con él o sus grabaciones. Como resultado de su investigación, Brewer-Giorgio publicó "The Most Incredible Elvis Presley Story Ever Told" ("La más increíble historia de Elvis jamás contada") en 1988. Más tarde fue retitulada como "¿Está vivo Elvis?".

### Contenido del libro
El libro plantea una serie de interrogantes en torno a la muerte de Elvis Presley, además de recoger testimonio de varias personas que aseguraban haber visto a Elvis posteriormente a la fecha de su muerte en 1977, especulándose con la posibilidad de que Elvis hubiera simulado su muerte para tratar de llevar una vida normal, radicado en una de las islas del archipiélago de Hawái. Paralelamente también se especula con que durante las presentaciones del enmascarado Orión, entre canción y canción cambiaba de roles con Elvis, quien estaba detrás del escenario.
Además el libro se vendía acompañado de un casete conteniendo un diálogo telefónico, donde podía oírse una voz de alguien que presuntamente podría ser Elvis Presley, en una fecha posterior al 16 de agosto de 1977, y que daría pistas sobre su paradero y otros hechos acecidos luego de esa fecha.

## Teoría conspirativa

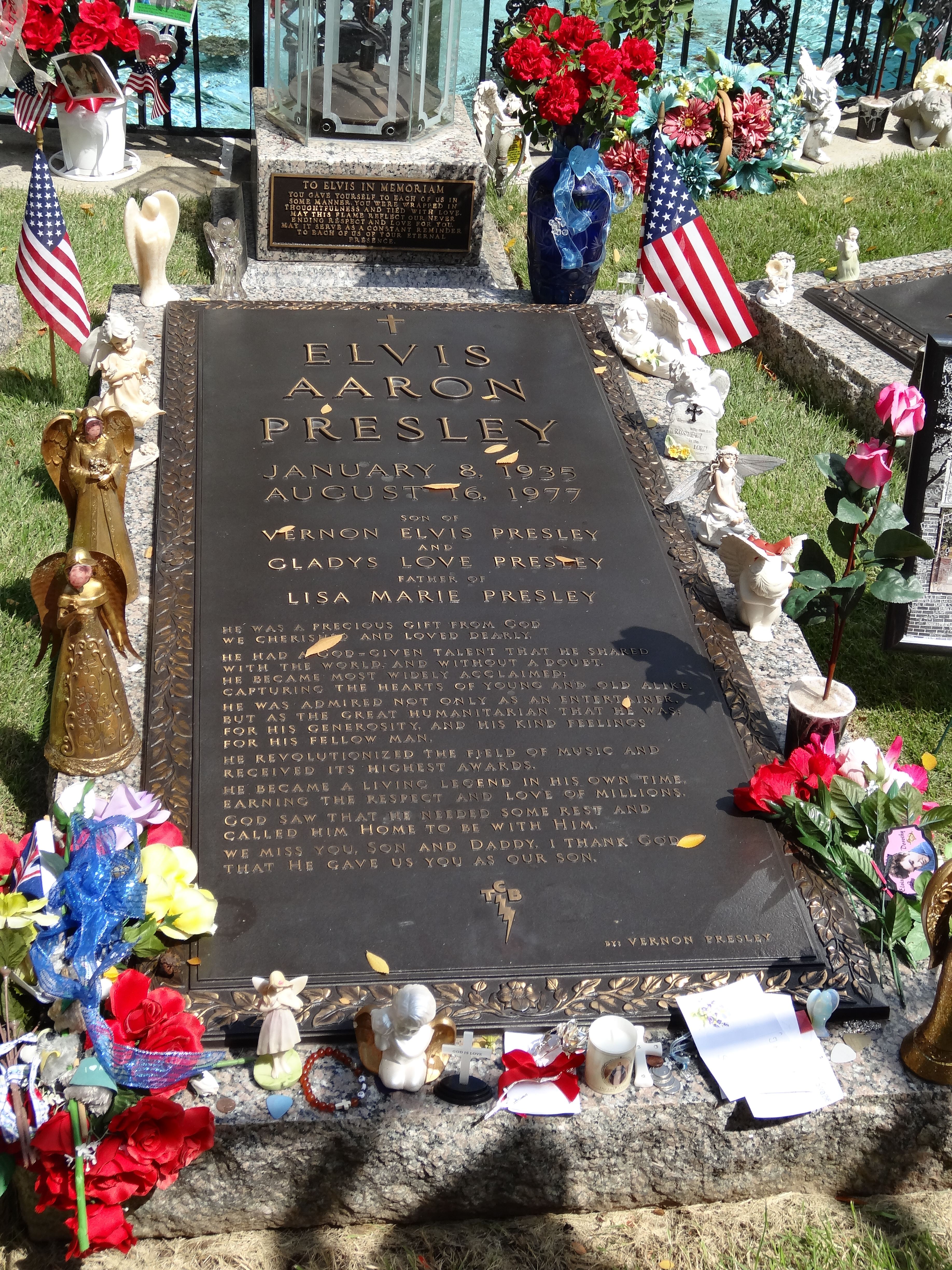
El segundo nombre de Elvis es "Aron" aunque en su tumba está escrito con dos letras "a".

El contenido del libro con los interrogantes planteados en torno a la muerte del Rey, conjuntamente con testimonios que se siguen dando aún en la actualidad, de diferentes personas que aseguran haber visto a Elvis en fechas posteriores a las de su muerte oficial, incluso algunas que hasta han podido fotografiarse, han desatado la teoría conspirativa sobre la posibilidad de que Elvis Presley estuviese vivo luego de 1977. Los defensores de dicha teoría conspirativa se basan en los siguientes hechos:
- En agosto de 1977, un hombre llamado John Burrows compró un pasaje aéreo hacia Buenos Aires (Argentina). Según comentan quienes lo vieron, (entre otros, la empleada del aeropuerto de Memphis que le vendiera el pasaje) este hombre tenía un gran parecido con Elvis. "John Burrows" era un alias que usaba habitualmente Elvis entre sus allegados.[8]

- Los familiares de Elvis no cobraron el seguro de vida del astro. En Estados Unidos no es delito fingir tu propia muerte pero si fingirla y cobrar un seguro de vida.
- El nombre de Elvis Presley está mal escrito en su tumba. En esta figura "Aaron" y no "Aron".[9]
- Presley pesaba 113 kg (kilogramos) cuando murió, pero en su certificado de defunción figuraban solo 77 kg. Este certificado se perdió y solo se conserva la copia del original.[10] El féretro, ya con el cuerpo de Presley dentro, pesaba más de 400 kg, cuando el mismo fabricante aclaró que éste no debía pesar más de 250 kg con el cuerpo incluido.[10]
- Según se comenta en el libro "¿Está vivo Elvis?", algunos de los que asistieron al funeral de Elvis no lograban reconocerlo. Sus manos estaban excesivamente lisas y sus cejas arqueadas de manera antinatural. Una de sus patillas parecía artificial. El ataúd estaba excesivamente frío, al punto de que surgieron especulaciones de que el cuerpo era en realidad una figura de cera con un sistema de aire acondicionado para que no se derritiera. La presidenta de uno de sus clubes de fanes no reconoció al cuerpo como el de Elvis y se lo hizo saber a Vernon Presley. Este supuestamente le respondió que "Elvis se encuentra observando el funeral desde el segundo piso de la mansión".[11][12]
- 5 meses antes de morir redactó un nuevo testamento donde le dejaba todo a su hija Lisa Marie y desheredó a parientes y amigos a quienes había prometido incluir porque necesitaba de todo su dinero para empezar con su nueva vida.[13]
- Aún en la actualidad siguen apareciendo noticias de personas que dicen haber visto al cantante vivo en distintos eventos públicos. Muchos de esos avistamientos han sido fotografiados. El 8 de enero de 2017 en Graceland, durante la conmemoración del aniversario del nacimiento de Elvis, se fotografió a un hombre de barba cana en quien algunos fanes creyeron reconocer a Elvis Presley.[14] Algunos afirman que ese mismo hombre trabajaría en graceland y que tendría algunas marcas en una de sus manos, coincidentes con una cicatriz de una fractura que Elvis había padecido a los 25 años.[15] También se ha especulado con que el pastor evangélico Bob Joyce es Elvis Presley.[16] Otra especulación sugería que uno de los extras en la película norteamericana "Home alone" ("Mi pobre angelito") es Elvis Presley. El extra que aparece en una escena, guarda un gran parecido con Elvis cuando portó barba para la película Charro! de 1968.[17]
- Una fotografía durante un reportaje al boxeador Muhammad Ali mostrarían a un supuesto Elvis detrás de él.
- Un visitante de Graceland tomó una fotografía en 1984 en la parte posterior de la mansión, captando en la imagen a un hombre muy parecido a Elvis que aparece detrás de una puerta.[18]
- La versión oficial de su muerte, según Ginger Alden, última novia del Rey y quien descubrió su cuerpo inanimado, indica que la mañana del 16 de agosto de 1977 ambos regresaron a Graceland, su mansión en Memphis. Como Elvis no podía dormir, fue al baño a leer un libro y Alden se quedó dormida. A las 2 p. m., cuando Alden despertó, se dio cuenta de que Elvis seguía en el baño, donde lo encontró en el piso, en estado de rigor mortis. Sin embargo, estos acontecimientos no concuerdan con el reporte policiaco, que señala que Presley fue “encontrado inconsciente en su habitación”. En otro reporte médico se indica que fue enviado al hospital —no a la morgue— y que incluso se intentó “reanimarlo”.
- En su último concierto, luego de tener lagunas y olvidar las letras de lo que estaba cantando, Elvis comentó a su público: “Esta noche no luzco muy bien, pero me veré de maravilla en mi féretro”.
- Elvis le indicó a familiares y amigos cercanos que, si llegaba a morir, lo enterraran con su anillo preferido. El cadáver no lucía ninguno de los objetos cotidianos de “el Rey”.
- El “coronel” Parker llegó al funeral vestido con una camiseta hawaiana y una gorra de béisbol —para pasar inadvertido— y jamás se acercó al féretro para “despedirse” de su pupilo y amigo.[10]
- Un día después de su muerte, una de sus exnovias recibió una rosa con la firma de Lancelot, que era el nombre que el cantante utilizaba con ella durante su relación y que solo ellos dos conocían.[19] Dicha mujer sería la escritora del libro "Are you lonesome tonight?", Lucy de Barbin.[20]

## Algunas explicaciones
Hay algunas explicaciones que se han dado con el correr de los años, acerca de algunos de los misterios que plantea tanto el libro de Brewer-Giorgio como la teoría conspirativa. El nombre original de Elvis habría sido "Aron" pero éste se lo habría cambiado posteriormente a "Aaron" para que guardara similitud con el personaje bíblico hermano de Moisés. Este cambio también habría implicado una legalización del mismo para que fuese escrito con dos "a", por consiguiente fue esa la manera en que se grabó el nombre en su tumba.
Hay quienes se preguntan si es posible que alguien que viera el último concierto de Elvis en Indianápolis, podría creer que Elvis estaba vivo y gozando de buena salud luego del informe oficial de su muerte. Otras explicaciones rondan en torno a que otras personas podrían hacerse pasar por Elvis Presley, aunque los defensores de la teoría conspirativa ven en esto último la posibilidad de que Presley mismo se ocultase detrás de dobles.

## La teoría en la cultura popular
La teoría de que Elvis sigue vivo ha sido reflejada en varios sketches de la popular telecomedia estadounidense Los Simpson, y siempre de forma satírica, burlándose de la propia teoría, y de lo absurdo de la misma. En uno de los primeros Especiales de Halloween, durante el inicio del episodio, la cámara hace un barrido por algunas lápidas de un cementerio, y en una de ellas se puede leer: 'Elvis. Acéptalo', en clara referencia a que realmente está muerto, y que toda esta historia es una patraña. En el episodio Apoyo a Cupido, de la décima temporada, puede verse a un personaje de gran parecido con Elvis en un aeropuerto al que van los personajes.
En la canción de Andrés Calamaro titulada “Elvis está vivo” se hace una gran referencia a la vida de Elvis después de su supuesta “muerte” narrando que Elvis está en su casa viendo varios canales en la tele al mismo tiempo y vistiendo un traje de seda, asimismo como que los habitantes de Memphis todos en su mayoría lo saben pero nadie comenta nada porque es gente “muy discreta”

## Teoría conspirativa sobre Bob Joyce
Parte de la teoría conspirativa acerca de la posibilidad de que Elvis siguiese con vida luego de 1977, ha señalado al pastor religioso Bob Joyce como la figura tras la cual podría esconderse verdaderamente Elvis debido a que Joyce tiene un gran parecido estético con la proyección de cómo luciría un Elvis más maduro, además de que la voz de Joyce es muy similar a la del rey del rock.
Si bien la exesposa de Elvis, Pricilla Presley siempre se mantuvo cauta a la hora de argumentar sobre esa teoría, en una entrevista realizada en 2025 ella plasmó al respecto "Sometimes the past has a way of finding its own voice" ("A veces el pasado tiene su manera de encontrar su propia voz"). Las palabras utilizadas por la exesposa del astro y el tono con el que las pronunció, llevó a que los defensores de la teoría conspirativa creyeran encontrar en ese comentario de Priscilla una frase críptica que podría revelar que Joyce es en verdad Elvis Presley disfrazado. 